# Pyrrhogyra juani
Pyrrhogyra juani är en fjärilsart som beskrevs av Otto Staudinger 1886. Pyrrhogyra juani ingår i släktet Pyrrhogyra och familjen praktfjärilar. Inga underarter finns listade.